# هالة نجمية

يمكن رؤية الهالة النجمية للشمس بالعين المجردة أثناء الكسوف الكلي.

الكورونا (الهالة) هي الطبقة الخارجية في الغلاف الجوي للنجوم. تتكون الكورونا من البلازما.
تقع هالة الشمس فوق طبقة الغلاف اللوني (الكروموسفير) وتمتد ملايين الكيلومترات في الفضاء الخارجي. يمكن رؤيتها بسهولة أثناء الكسوف الكلي، ولكن يمكن رصدها أيضًا باستخدام مرسام إكليلي. تشير القياسات الطيفية إلى درجة تأين قوي في الهالة ودرجة حرارة تزيد عن مليون كلفن، أي أكثر سخونة بكثير من سطح الشمس، المعروف باسم الغلاف الضوئي (الفوتوسفير).
كلمة كورونا هي كلمة لاتينية تعني «تاج»، وهي مشتقة بدورها من كلمة يونانية قديمة تعني «إكليل».

## تاريخيًا
في عام 1724، أدرك عالم الفلك الفرنسي الإيطالي جياكومو إف مارالدي أن الهالة المرئية أثناء الكسوف هي للشمس وليست للقمر. في عام 1809، صاغ عالم الفلك الإسباني خوسيه خواكين دي فيرير مصطلح «كورونا». اعتمادًا على رصده لكسوف عام 1806 في كيندرهوك (نيويورك)، اقترح دي فيرير أيضًا أن الهالة هي جزء من الشمس. حدد عالم الفلك الإنجليزي نورمان لوكير أول عنصر غير معروف على الأرض في طبقة الغلاف اللوني للشمس، أُطلِق عليه اسم الهيليوم. لاحظ عالم الفلك الفرنسي جول جنسن بعد مقارنة رصده لكسوف عامي 1871 و1878، أن حجم وشكل الهالة يتغيران مع دورة البقع الشمسية. في عام 1930، اخترع برنارد ليوت جهاز التصوير الإكليلي، الذي سمح برصد الهالة دون الحاجة لكسوف. في عام 1952، اقترح عالم الفلك الأمريكي يوجين باركر أن الهالة تسخن بفعل عدد لا يحصى من «الانفجارات الشمسية النانوية»، التي هي زيادات صغيرة في سطوع الشمس على غرار الانفجارات الشمسية والتي يمكن أن تحدث في جميع أنحاء سطح الشمس.

## الخصائص الفيزيائية
هالة الشمس أكثر سخونة (بأكثر من 150 إلى 450 مرة) من سطح الشمس المرئي: يبلغ متوسط درجة حرارة الغلاف الضوئي نحو 5800 كلفن مقارنةً بدرجة حرارة الهالة التي تتراوح بين 1 و3 ملايين كلفن. كثافة الهالة أقل بترليون مرة من كثافة الغلاف الضوئي، وبالتالي فهي أقل سطوعًا بمليون مرة في الضوء المرئي. الهالة مفصولة عن الغلاف الضوئي بطبقة الغلاف اللوني الضحلة نسبيًا. لا تزال الآلية الدقيقة لتسخين الهالة موضوع نقاش، ولكن التفسيرات المحتملة تشمل الحث بواسطة الحقل المغناطيسي للشمس والموجات الهيدروديناميكية المغناطيسية من الأسفل. تُنقل الحواف الخارجية لهالة الشمس باستمرار بسبب التدفق المغناطيسي ما يؤدي لتوليد الرياح الشمسية.
لا تكون الهالة موزعةً بالتساوي عبر سطح الشمس. خلال فترات من النشاط المنخفض، تكون الهالة محصورةً في المناطق الاستوائية، مع وجود ثقوب في الهالة فوق المناطق القطبية. مع ذلك، خلال فترات نشاط الشمس، تُوزع الهالة بشكل متساوٍ فوق المناطق الاستوائية والقطبية، على الرغم من أنها تبرز في مناطق نشاط البقع الشمسية. تستمر الدورة الشمسية لنحو 11 عام، بين كل دورة شمسية دنيا وأخرى. نظرًا للكبح المستمر للحقل المغناطيسي الشمسي بسبب الدوران الأسرع لكتلة الشمس عند خط الاستواء (الدوران التفاضلي)، يكون نشاط البقع الشمسية أكثر وضوحًا عند الذروة الشمسية حيث يكون الحقل المغناطيسي ملتويًا بدرجة أكبر. يدفع التدفق المغناطيسي الغلاف الضوئي الأكثر سخونة جانبًا، كاشفًا البلازما الأكثر برودة في الأسفل، ما يؤدي لظهور بقع الشمس الداكنة نسبيًا.
منذ تصوير الهالة بدقة عالية في نطاق الأشعة السينية بواسطة قمر سكايلاب الصناعي في عام 1973، ثم لاحقًا بواسطة يوكوه وأجهزة فضائية لاحقة، لوحظ أن هيكل الهالة متنوع ومعقد بدرجة كبيرة: وقد صُنفت مناطق مختلفة من قرص الهالة على الفور. يميز علماء الفلك عادة بين عدة مناطق.

## المناطق النشطة
المناطق النشطة هي عبارة عن مجموعات من الهياكل الحلقية التي تربط نقاط قطبية مغناطيسية معاكسة في الغلاف الضوئي، التي تُسمى بالحلقات الهالية. تتوزع بشكل عام في منطقتين حسب النشاط، موازية لخط الاستواء الشمسي. يتراوح متوسط درجة الحرارة بين مليونين وأربعة ملايين كلفن، بينما تتراوح الكثافة بين 9^10 إلى 10^10 جسيم لكل سنتيمتر مكعب.
تشمل المناطق النشطة جميع الظواهر المرتبطة مباشرة بالمجال المغناطيسي، التي تحدث على ارتفاعات مختلفة فوق سطح الشمس: تحدث البقع الشمسية والصياخد في الغلاف الضوئي. تحدث الشوكات الشمسية، وخيوط Hα واللطخات الضوئية في الغلاف اللوني؛ تحدث اللطخات الضوئية في الغلاف الضوئي والمنطقة الانتقالية؛ وتحدث الانفجارات الشمسية والانبعاثات الكتلية الإكليلية (سي إم إي) في الهالة والغلاف الضوئي. إذا كانت الانفجارات الشمسية شديدة العنف، فيمكنها إحداث اضطراب في الغلاف الضوئي وتوليد موجات مورتن. على عكس ذلك، فإن اللطخات الضوئية الهادئة هي هياكل كبيرة وباردة تظهر كشرائط Hα داكنة «تشبه الأفعى» (مثل الخيوط) على القرص الشمسي. تتراوح درجة حرارتها بين 5000 و8000 كلفن، ولذا فهي تعتبر عادةً سمات خاصة بطبقة الكروموسفير.
في عام 2013، كشفت صور التُقطت باستخدام جهاز التصوير الإكليلي عالي الدقة عن «جدائل مغناطيسية» من البلازما لم يسبق لها مثيل داخل الطبقات الخارجية لهذه المناطق النشطة.